# Lena Hentschel
Lena Hentschel, née le 17 juin 2001, est une plongeuse allemande.

## Palmarès

### Jeux olympiques
- Jeux olympiques d'été de 2020 à Tokyo  ( Japon) :
  -  Médaille de bronze du plongeon synchronisé à 3 m (avec Tina Punzel).

### Championnats du monde
- Championnats du monde 2023 à Fukuoka ( Japon):
  -  Médaille de bronze du plongeon par équipes mixte.

### Championnats d'Europe de natation
- Championnats d'Europe 2018 à Glasgow ( Royaume-Uni):
  -  Médaille d'argent du plongeon synchronisé à 3 m (avec Tina Punzel).
- Championnats d'Europe 2020 à Budapest ( Hongrie):
  -  Médaille d'or du plongeon synchronisé à 3 m (avec Tina Punzel).
- Championnats d'Europe 2022 à Rome ( Italie):
  -  Médaille d'or du plongeon synchronisé à 3 m (avec Tina Punzel).

### Championnats d'Europe de plongeon
- Championnats d'Europe 2019 à Kiev ( Ukraine):
  -  Médaille d'argent du plongeon synchronisé à 3 m (avec Tina Punzel).
- Championnats d'Europe 2025 à Antalya ( Turquie) :
  -  Médaille d'or du plongeon synchronisé mixte à 3 m (avec Luis Ávila Sánchez).
  -  Médaille d'argent du plongeon synchronisé à 3 m (avec Jette Müller).
  -  Médaille d'argent du plongeon par équipes mixte.
  -  Médaille de bronze du plongeon individuel à 3 m.

### Jeux européens
- Jeux européens de 2023 à Rzeszów ( Pologne)[1] :
  -  Médaille d'argent du plongeon synchronisé à 3 m (avec Jana Lisa Rother).